# Żywot i sprawy Mikołaja Reja
Żywot i sprawy poćciwego szlachcica polskiego Mikołaja Reja z Nagłowic … który napisał Andrzej Trzycieski, jego dobry towarzysz, który wiedział wszytki sprawy jego – biografia Mikołaja Reja, wchodząca w skład Źwierciadła wydanego w 1567/1568 w Krakowie.
Biografia, pisana prozą, jest częścią Źwierciadła – ostatniej książki wydanej za życia Reja. Jako autor Żywota i spraw figuruje Andrzej Trzecieski, pisarz, działacz reformacyjny i przyjaciel Reja. Jednak autorstwo to nie jest pewne. Część badaczy, opierając się m.in. na podobieństwie stylu Żywota i spraw do innych utworów Reja, stawia hipotezę, że autorem był sam Rej, zaś nazwiskiem Trzecieskiego posłużył się jako allonimem. Żywot jest ważnym źródłem do biografii Reja. Zawiera też informacje o utworach jego autorstwa, które nie dochowały się do współczesnych czasów.